# Кингма, Нинке
Нинке Кингма (нидерл. Nienke Kingma, род.12 февраля 1982) — голландская спортсменка, гребчиха, призёр чемпионата мира по академической гребле и Летних Олимпийских игр 2008, 2012 годов.

## Биография
Нинке Кингма родилась в Дрэйберген-Рейсенбюрге, провинция Утрехт. Профессиональную карьеру гребца начала с 2000 года в составе клуба «Nereus ASRV», в котором тренируется по настоящее время. На Летних Олимпийских играх 2008 года в Пекине, Кингма в составе голландской восьмёрки добыла серебряную медаль, уступив первенство соперницам из США. 
В 2012 году во время Летних Олимпийских играх в Лондоне голландская восьмёрка, в составе который была Кингма, уступила командам из США и Канады, заняв треть место.
Кингма достаточно успешно выступила в составе сборной Нидерландов на чемпионате мира по академической гребле 2009 года в Познани. Золотая медаль была добыта в заплыве четверок, в которой она вместе с Шанталь Ахтерберг, Карлин Бау и Фемке Деккер обогнала соперниц из США и Канады. Бронза была заработана в соревновании восьмёрок, в котором голландские гребчихи с результатом 6:07.43 уступили соперницам из Румынии и США.
На чемпионате мира по академической гребле 2010 года в Карапиро, Кингма в составе голландской четвёрки сумела обогнать явных фавориток заплыва из Австралии и США и выиграть золотую медаль.